# 王應選
王應選（1539年—？），字俊卿，號午山，浙江寧波府慈谿縣人，明朝政治人物，探花及第。

## 生平
王應選曾與鄭光弼、錢仲選、陳應式共師從顏鯨。隆慶四年（1570年）庚午科順天鄉試第六名舉人，萬曆二年（1574年）中式甲戌科會試第二名，一甲第三名進士（探花）。授翰林院編修。萬曆四年（1576年）六月，參與重修《大明會典》。不久去世。

## 家族
曾祖王鋼；祖父王游，曾任壽官；父王亮采，曾任教授。母陳氏。永感下。